# رون معماری
رون معماری به جهت قرارگرفتن خانه یا هر بنایی اشاره دارد.
در ایران سه نوع رون وجود دارد: رون راسته، رون اصفهانی و رون کرمانی. این سه نوع رون از یک شکل هندسی شش ضلعی به‌دست می‌آید. مستطیلی در داخل این شش ضلعی قرار گرفته که رئوس آن به سمت شمال و جنوب است.

## انواع رون
1. رون راسته: در رون راسته مستطیلی که در داخل شش ضلعی قرار گرفته، جهت شمال شرقی _ جنوب غربی را دارد. در شهرهای مرکزی ایران مثل تهران، یزد، جهرم و شهر تبریز در شمال غربی ایران و برخی شهرهای دیگر از رون راسته استفاده می‌شده است. جهت این رون تقریباً در جهت قبله است.
2. رون اصفهانی: جهت شمال غربی _ جنوب شرقی دارد و در اصفهان، استخر، تخت جمشید، و استان فارس این رون را داریم.
3. رون کرمانی: جهتی غربی _ شرقی دارد و شهرهایی مثل کرمان، همدان، آبادی‌های آذربایجان غربی در مناطق اورارتوها، خوی و برخی شهرهای دیگر با این رون ساخته شده‌اند.